# Team Scuba
Team Scuma är en serie ungdomsdeckare skrivna av Bodil Mårtensson.

## Böcker
1. Fyndet på havets botten (2004)
2. Delfinernas hämnd (2004)
3. Hajvarning (2005)
4. Monstret på djupet (2005)
5. Flygarens hemlighet (2006)
6. Mördarmusslans förbannelse (2006)